# Heidelberg, Pennsylvania
Heidelberg är en ort i Allegheny County i delstaten Pennsylvania, USA.